# Проспект Луначарского (Санкт-Петербург)
Проспект Лунача́рского — проспект на севере Санкт-Петербурга, один из самых длинных в городе. Проходит от Выборгского шоссе до улицы Руставели. Получил название в честь Анатолия Луначарского 2 октября 1970 года.
Протяжённость проспекта — 7,05 км.

## Здания и сооружения
Нечётная сторона:
- д. 1/2 — Дом детского творчества «Юность»
- д. 1/3 — ГДОУ Детский сад № 20 Выборгского района
- д. 5 — бизнес-центр
- д. 9 — ГДОУ Детский сад № 103 Выборгского района
- д. 11—13—15 — жилой комплекс «Поэма у трёх озёр» (Самое высокое здание Выборгского района, 100 м)
- д. 19/2 — ГДОУ Детский сад № 126 Выборгского района
- д. 41 — 49/1 — территория Областной клинической больницы
- д. 49/2 — больница № 122 имени Соколова
- угол проспекта Луначарского и Гражданского проспекта — Церковь Сретения Господня

Чётная сторона:
- д. 56/2 — ГДОУ Детский сад № 25 Выборгского района
- д. 60 — ГУЗ Отделение скорой медицинской помощи для взрослых городской поликлиники № 116
- д. 62/3 — ГДОУ Детский сад № 125 Выборгского района
- д. 66/1 — ООО Колледж туризма и гостиничного сервиса
- д. 72/1 — бизнес-центр
- д. 78/4 — ГДОУ Детский сад № 98 Калининского района
- д. 80/1 — Администрация Калининского района, отдел социальной защиты населения
- д. 94/2 — ГДОУ Детский сад № 66 Калининского района

## История
С 1970 года проспект существовал на участке от улицы Руставели до улицы Демьяна Бедного. В 1972 году проспект продлили до проспекта Художников. В 1977 году магистраль провели до проспекта Энгельса. До Выборгского шоссе проспект проложили в 1980 году.

## Муринский парк

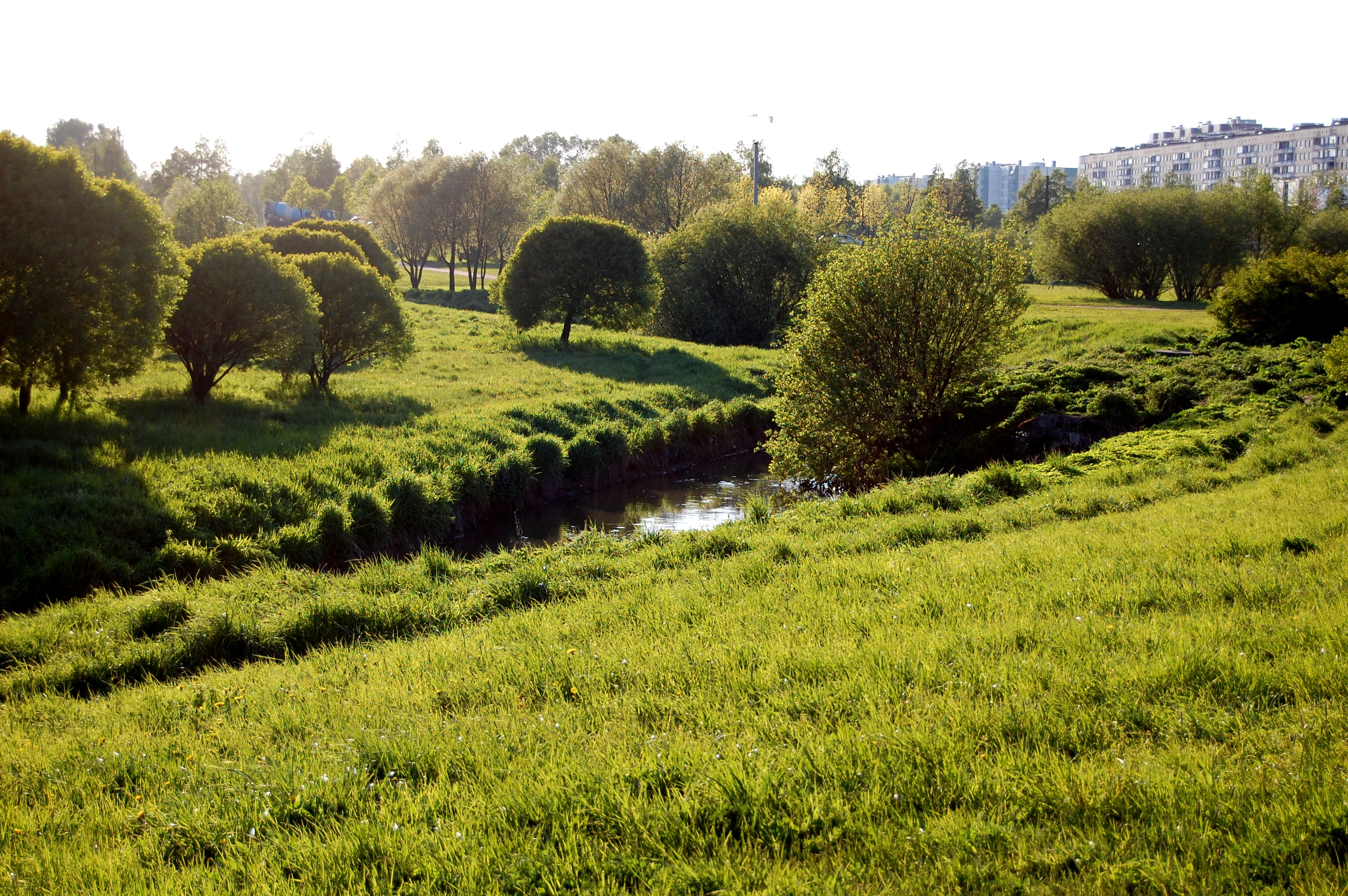
Муринский парк и Муринский ручей

На участке от улицы Демьяна Бедного до улицы Руставели проспект Луначарского проходит вдоль Муринского ручья, протекающего по территории Муринского парка.

## Пересечения

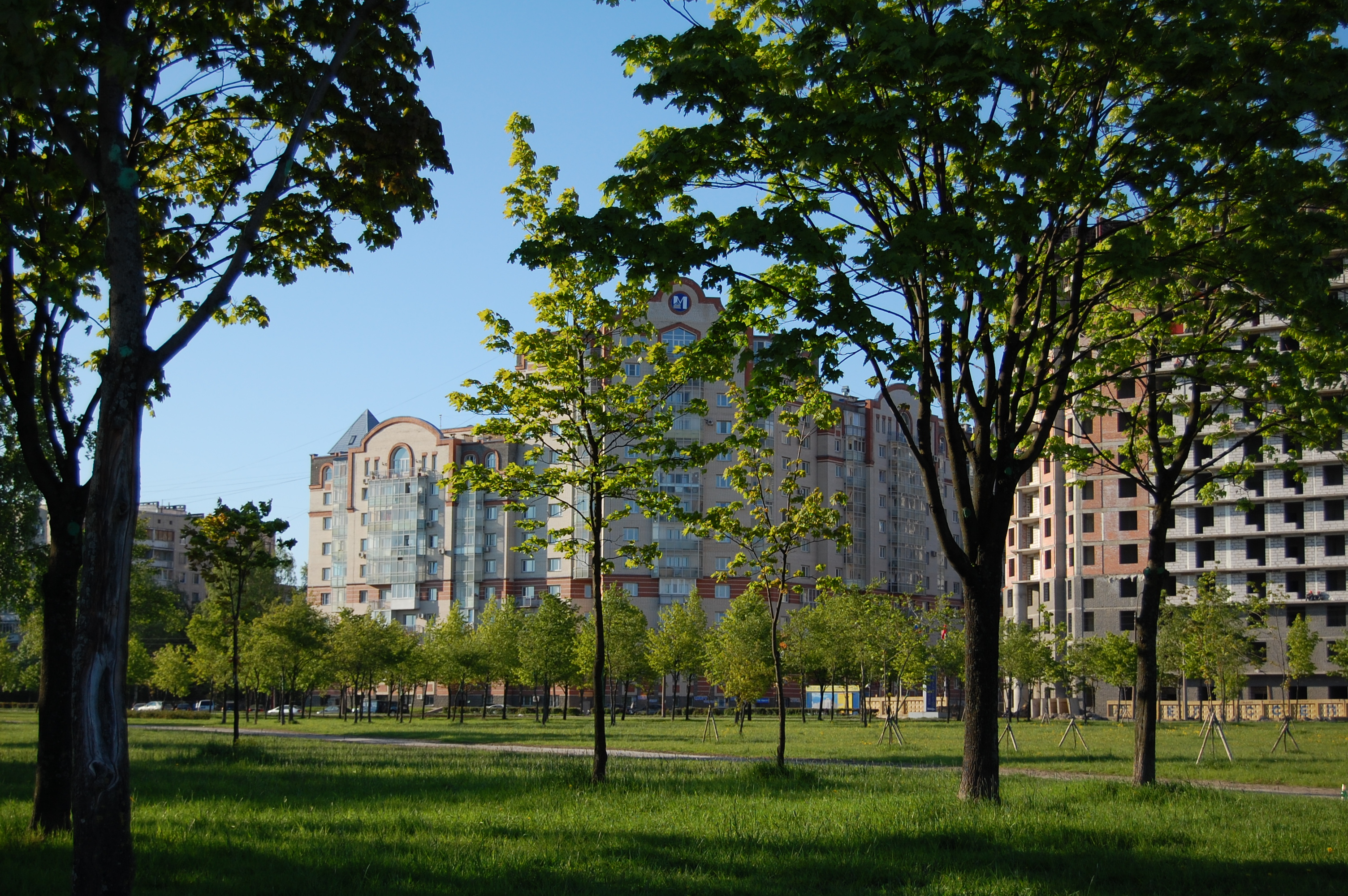
Вид на проспект Луначарского из Муринского парка (между Светлановским проспектом и улицей Ушинского)

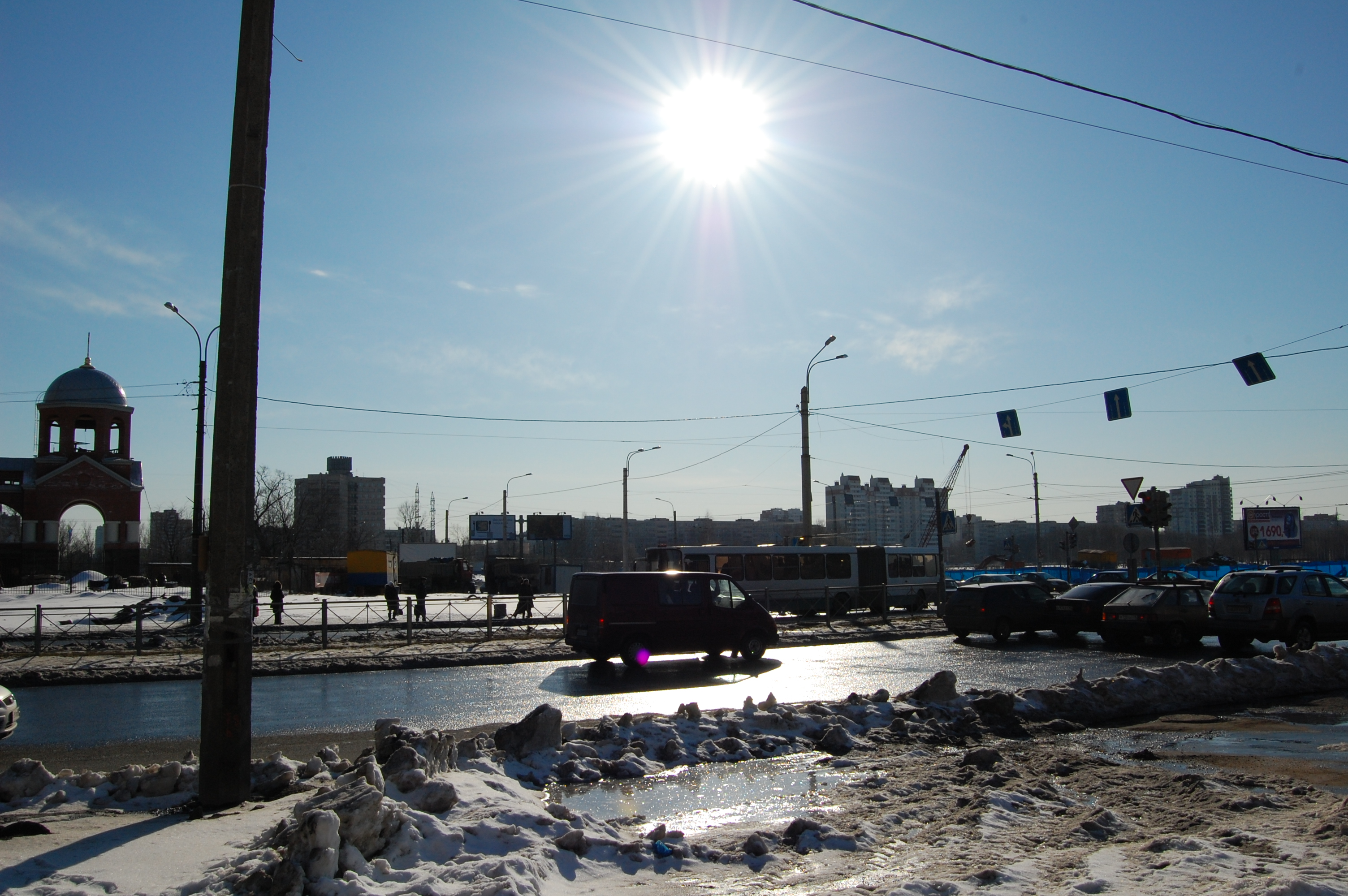
Пересечение с Гражданским проспектом

- Выборгское шоссе
- улица Композиторов
- проспект Энгельса
- улица Есенина
- проспект Художников
- улица Сантьяго-де-Куба
- улица Руднева
- проспект Культуры
- улица Демьяна Бедного
- Светлановский проспект
- улица Ушинского
- Гражданский проспект[1]
- улица Черкасова
- Лужская улица
- улица Руставели

## Транспорт
На пересечении проспекта и улицы Руставели находится трамвайное кольцо и 
на участке проспекта от проспекта Энгельса до проспекта Культуры проложена трамвайная линия с регулярным движением, маршруты — 9, 20, 55; между проспектом Энгельса и Выборгским шоссе имеется однопутная трамвайная колея без регулярного маршрутного движения.
На участке проспекта от проспекта Художников до проспекта Культуры также проложена троллейбусная контактная сеть, маршруты № 4 и 21.
Также по проспекту проходят маршруты муниципальных автобусов:
- от улицы Ушинского до Гражданского проспекта — № 40;
- от улицы Демьяна Бедного до Светлановского проспекта — № 69;
- от Выборгского шоссе до проспекта Энгельса — № 85 и № 109;
- от Гражданского проспекта до улицы Черкасова — № 93;
- от улицы Руставели до улицы Черкасова — № 121 (только в одну сторону);
- от Светлановского проспекта до Гражданского проспекта — № 153;
- от проспекта Художников до Гражданского проспекта — № 178;
- от улицы Композиторов до проспекта Художников — № 198;
- от проспекта Культуры до Светлановского проспекта — № 271;
- от проспекта Энгельса до улицы Руставели — № 272;
- от проспекта Художников до проспекта Культуры — № 275;
- от проспекта Культуры до улицы Композиторов (в одну сторону), от проспекта Культуры до проспекта Художников (в другую сторону) — № 283.